# Takumi Murashima
Takumi Murashima (* 1. Oktober 1995) ist ein japanischer Mittelstrecken- und Hindernisläufer.

## Sportliche Laufbahn
Erste internationale Erfahrungen sammelte Takumi Murashima bei den Juniorenasienmeisterschaften 2014 in Taipeh, bei denen er in 9:03,35 min die Silbermedaille im Hindernislauf gewann. 2018 nahm er im 800-Meter-Lauf an den Asienspielen in Jakarta teil und schied dort mit 1:48,86 min in der Vorrunde aus. Im Jahr darauf belegte er bei den Asienmeisterschaften in Doha in 1:52,32 min den sechsten Platz.

## Persönliche Bestleistungen
- 800 Meter: 1:47,01 min, 3. Mai 2018 in Fukuroi
- 1500 Meter: 3:40,57 min, 14. Oktober 2018 in Niigata
- 3000 m Hindernis: 8:55,68 min, 24. Mai 2014 in Yokohama